# Szczawina
Szczawina (deutsch: Neubrunn) ist ein Ort in der Stadt- und Landgemeinde Bystrzyca Kłodzka im Powiat Kłodzki der Woiwodschaft Niederschlesien in Polen. Es liegt sieben Kilometer nordwestlich von Bystrzyca Kłodzka (Habelschwerdt).

## Geographie
Szczawina liegt im Glatzer Kessel in den östlichen Ausläufern des Habelschwerdter Gebirges. Westlich liegt die 898 m hohe Große Kapuzinerplatte (polnisch Łomnicka Rownia). Nachbarorte sind Nowa Łomnica (Neu Lomnitz) im Norden, Stara Łomnica (Alt Lomnitz) im Nordosten, Szklarka (Glasendorf) im Südosten, Zalesie (Spätenwalde) und Wójtowice (Voigtsdorf) im Süden und Huta (Hüttenguth) im Südwesten. Im Westen befand sich das nach 1945 erloschene Dorf Ramserberg. Von Huta aus ist Szczawina über einen Wanderweg erreichbar, von Nowa Łomnica aus über eine befahrbare Stichstraße führt, die in Szczawina endet.

## Geschichte
Neubrunn entstand nach 1874 durch Vereinigung der beiden Ortschaften „Sauerbrunn“ und „Neuhain“. Beide Orte gehörten zum Habelschwerdter Distrikt in der Grafschaft Glatz und gelangten später an die Herrschaft Grafenort. Sie waren zur Pfarrkirche in Alt Lomnitz gewidmet. Nach der Neugliederung Preußens gehörten sie ab 1815 zur Provinz Schlesien und waren zunächst dem Landkreis Glatz und ab 1818 dem neu geschaffenen Landkreis Habelschwerdt eingegliedert. Ab 1874 gehörte die Landgemeinde Sauerbrunn zusammen mit den Landgemeinden Alt Lomnitz, Aspenau, Glasendorf, Grafenort, Melling, Neu Batzdorf, Neu Hain, Neu Lomnitz, Neu Wilmsdorf und Sauerbrunn zum Amtsbezirk Alt Lomnitz. Nachfolgend wurden die Landgemeinde Sauerbrunn und die Kolonie Neu Hain zu Neubrunn vereint, das bis 1945 mit dem Landkreis Habelschwerdt verbunden blieb. Wegen der zwei kohlesäurehaltigen Heilquellen entwickelte sich Neubrunn ab Ende des 19. Jahrhunderts zu einem Luftkurort. 1939 wurden 105 Einwohner gezählt.
Als Folge des Zweiten Weltkriegs fiel Neubrunn 1945 wie fast ganz Schlesien an Polen und wurde in Szczawina umbenannt. Die deutsche Bevölkerung wurde vertrieben. Die neu angesiedelten Bewohner waren zum Teil Vertriebene aus Ostpolen, das an die Sowjetunion gefallen war. Seit 1945 gehörte Szczawina zum Powiat Bystrzycki (Habelschwerdt), der 1975 aufgelöst wurde. 1975 wurde es der neu gebildeten Woiwodschaft Wałbrzych (Waldenburg) eingegliedert, die bis 1998 bestand. Die Zahl der Einwohner ging deutlich zurück. Das Wasser aus den kohlensäurehaltigen Quellen wird als Tafelwasser abgefüllt und verkauft.

### Sauerbrunn
Sauerbrunn wurde erstmals 1578 als „Saurbrun“ erwähnt und 1584 als „Sauerporn“ bezeichnet. 1628 erwarb der spätere Landeshauptmann der Grafschaft Glatz, Johann Arbogast von Annenberg, Sauerbrunn zusammen mit dem Altlomnitzer Mittelhof und dem Dorf Glasendorf, die er mit seiner Herrschaft Arnsdorf/Grafenort verband. Dessen Besitzungen gelangten 1651 durch Heirat an den Grafen Johann Friedrich von Herberstein. Er bildete aus den Besitzungen eine Majoratsherrschaft, zu der auch Sauerbrunn gehörte. Nach dem Ersten Schlesischen Krieg 1742 und endgültig mit dem  Hubertusburger Frieden 1763 fiel Sauerbrunn zusammen mit der bis dahin böhmischen Grafschaft Glatz an Preußen.

### Kolonie Neuhain
Die Kolonie Neuhain (auch Hain b. Altlomnitz) wurde vom Reichsgrafen Johann Gundacker II. von Herberstein angelegt, dem seit 1770 die Herrschaft Grafenort gehörte. Nach 1874 erfolgte die Vereinigung mit der Landgemeinde Sauerbrunn, die danach den gemeinsamen Ortsnamen Neubrunn führten.